# Rue René-Goscinny
Ne pas confondre avec l'avenue René-Goscinny, située à Chessy en Seine-et-Marne
La rue René-Goscinny est une voie située dans le quartier de la Gare du 13e arrondissement de Paris (France). 

## Situation et accès
Elle débute 75, quai Panhard-et-Levassor et se termine 98, avenue de France ; la voie a une longueur de 175 mètres.

## Origine du nom
Elle tient son nom de l'humoriste et scénariste de bande dessinée français René Goscinny (1926-1977).

## Historique
Cette voie est créée dans le cadre de l'aménagement de la ZAC Paris-Rive-Gauche sous le nom provisoire de « voie ED/13 », et prend sa dénomination actuelle le 1er mars 2001.
Par arrêté municipal en date du 24 juillet 2006, elle est ouverte à la circulation publique.

## Bâtiments remarquables et lieux de mémoire
Des bulles de bande dessinée truffées de citations tirées des séries vedettes de l'auteur (Astérix, Lucky Luke et Iznogoud) sont incrustées dans les trottoirs ou accrochées à des poteaux d'éclairage.
Sur la façade de l'école primaire Primo-Levi, des phrases extraites du Petit Nicolas s'étirent en longues bandes horizontales.
La rue abrite également le Centre d'animation René-Goscinny.

## Galerie

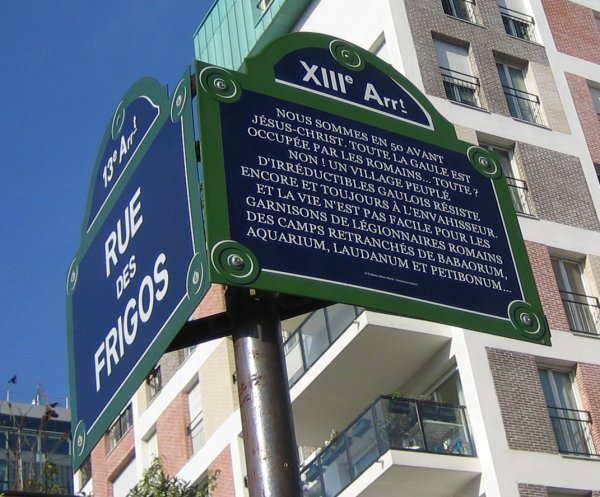
Plaque de la rue René-Goscinny reprenant les premières phrases des albums d'Astérix.
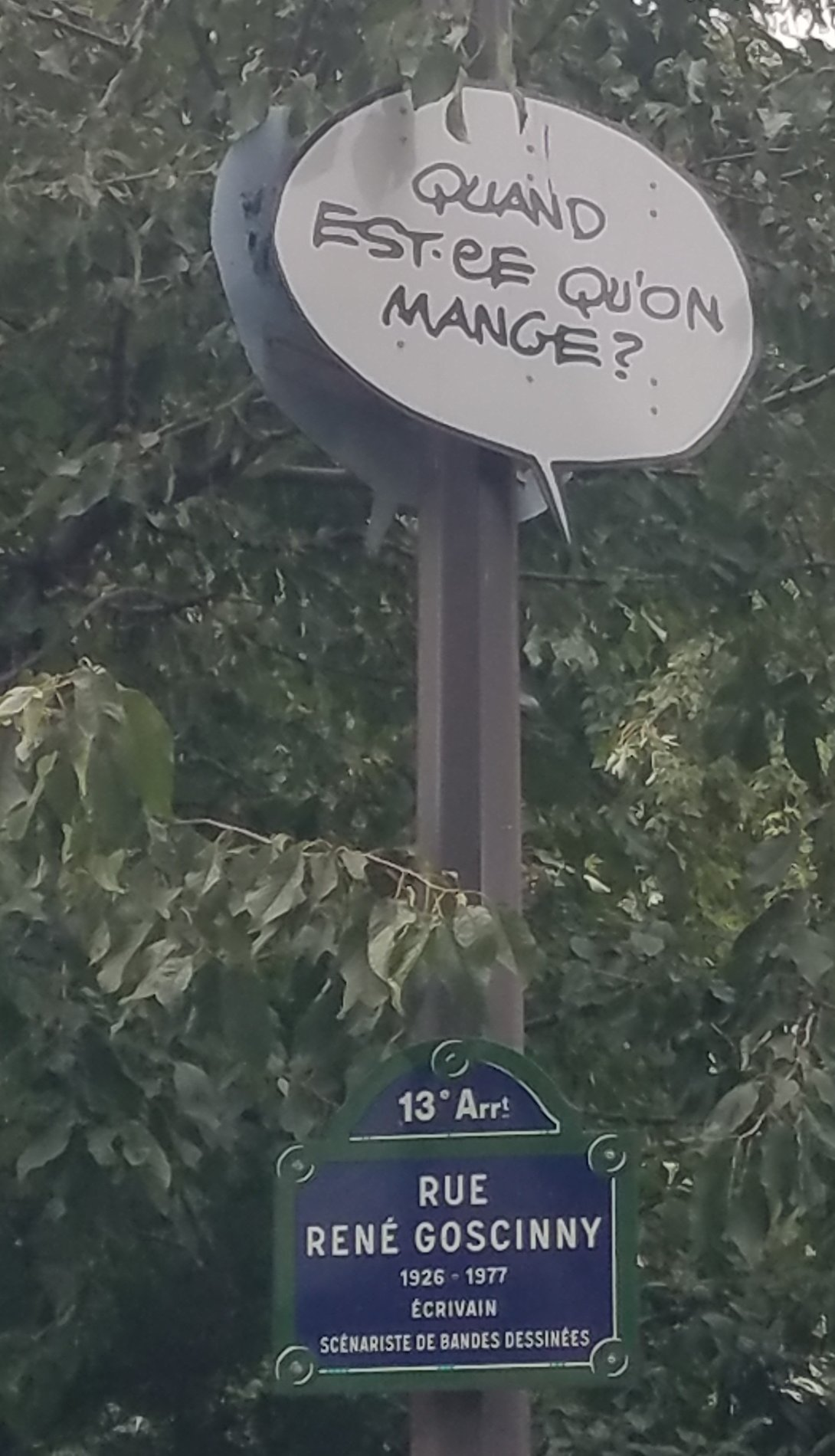
Plaque de rue avec bulle "quand-est-ce qu'on mange ?"
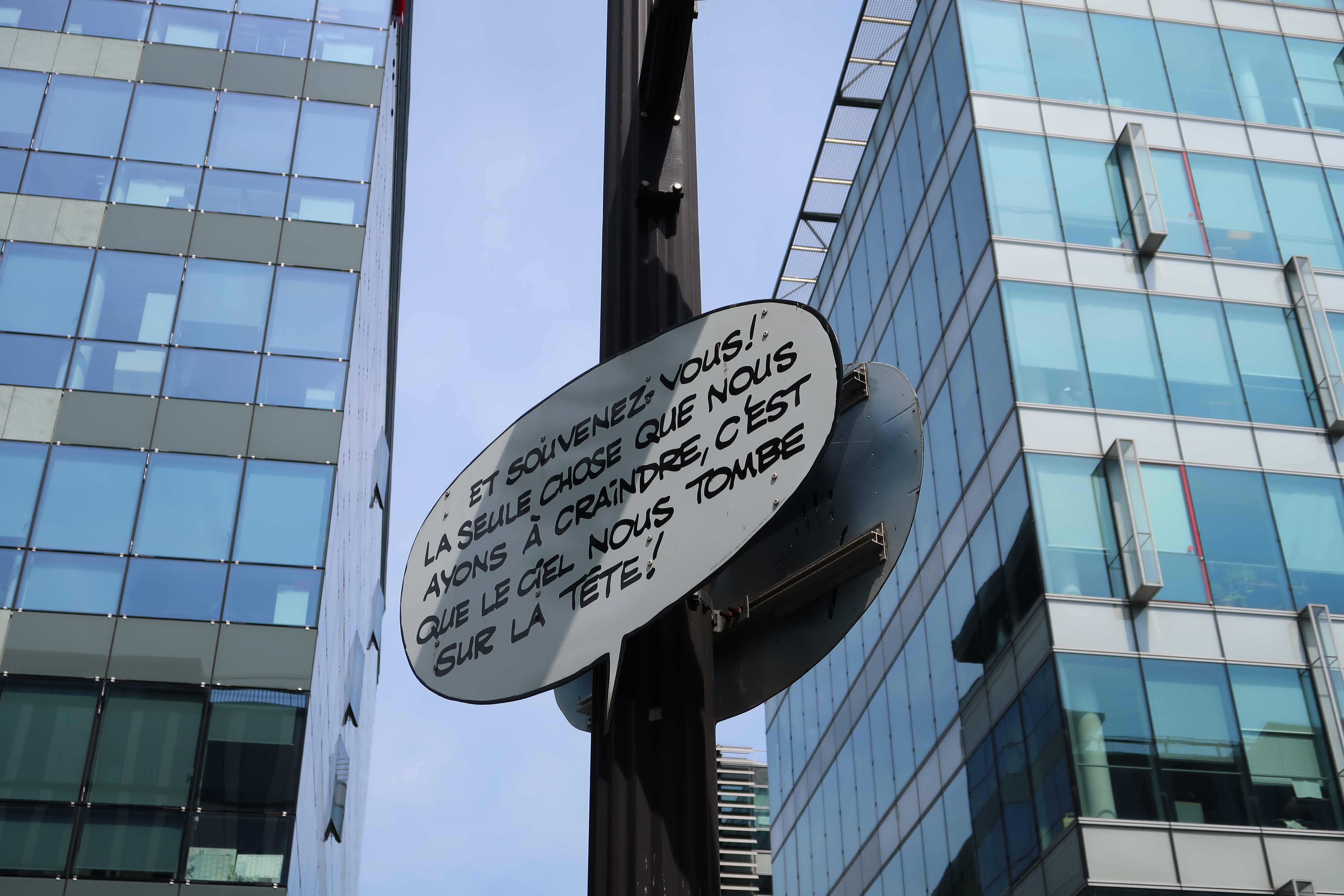
Bulle au croisement avec l'avenue de France.
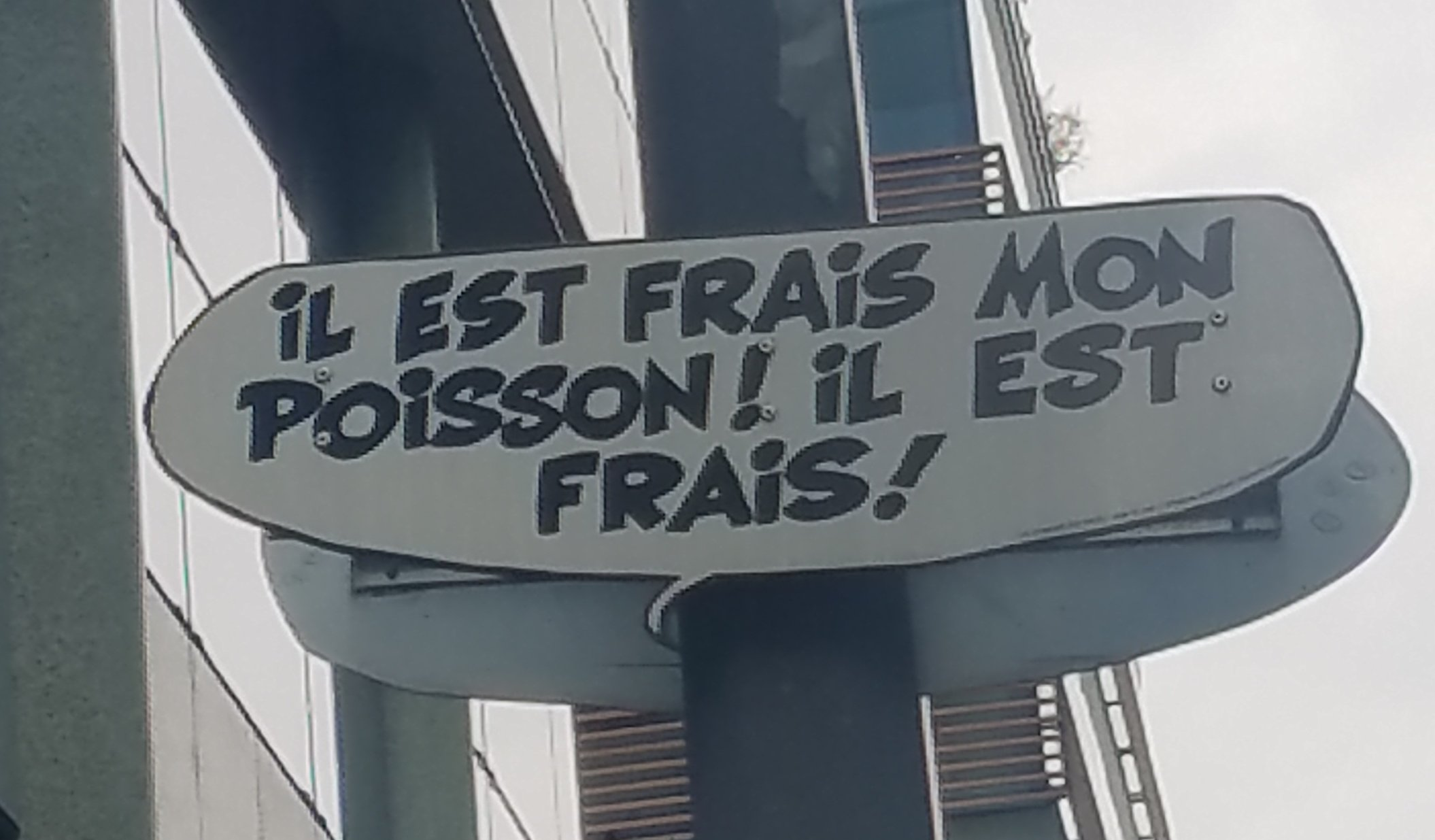
Bulle "il est frais mon poisson !"
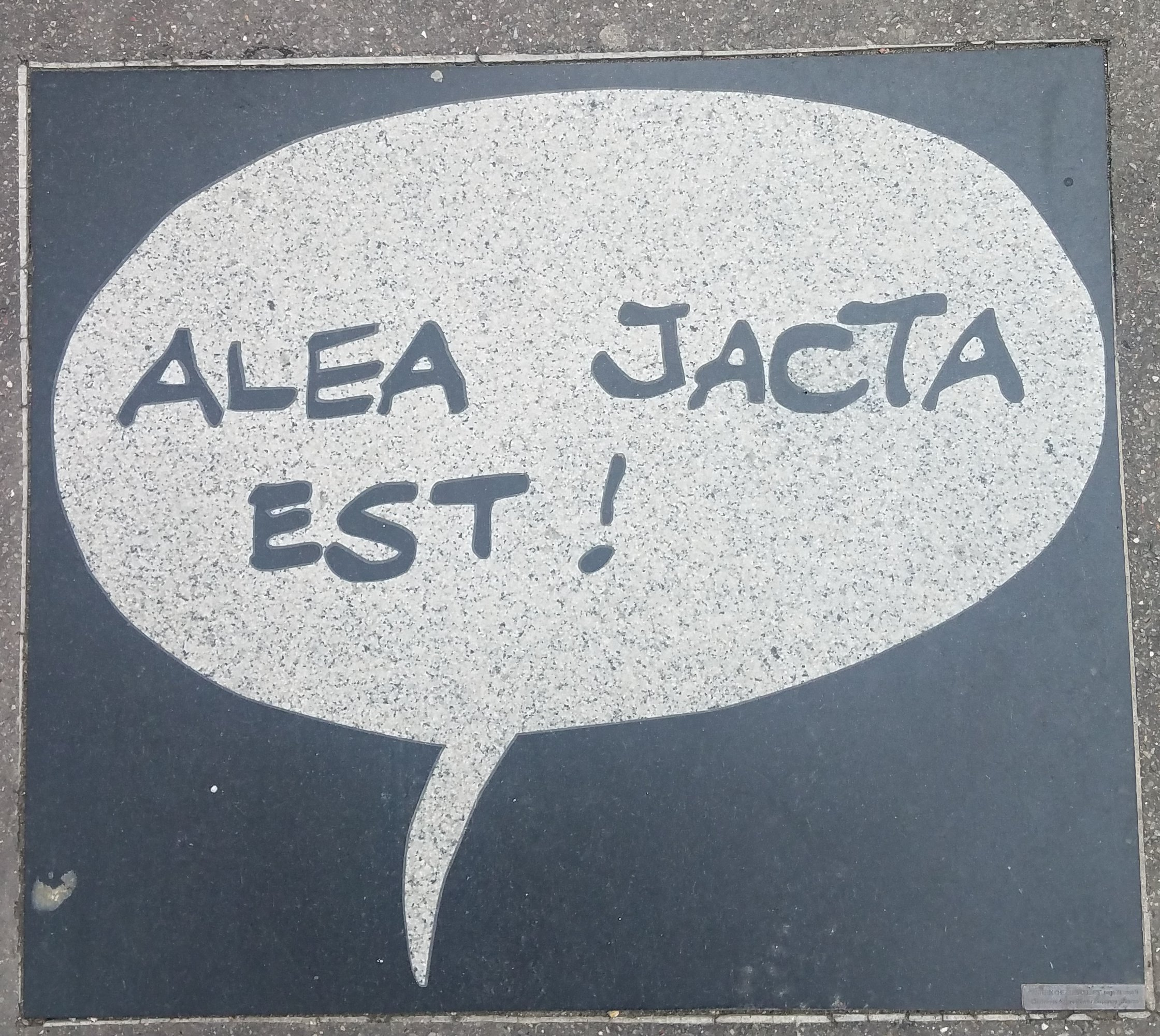
Bulle incrustée dans le trottoir.
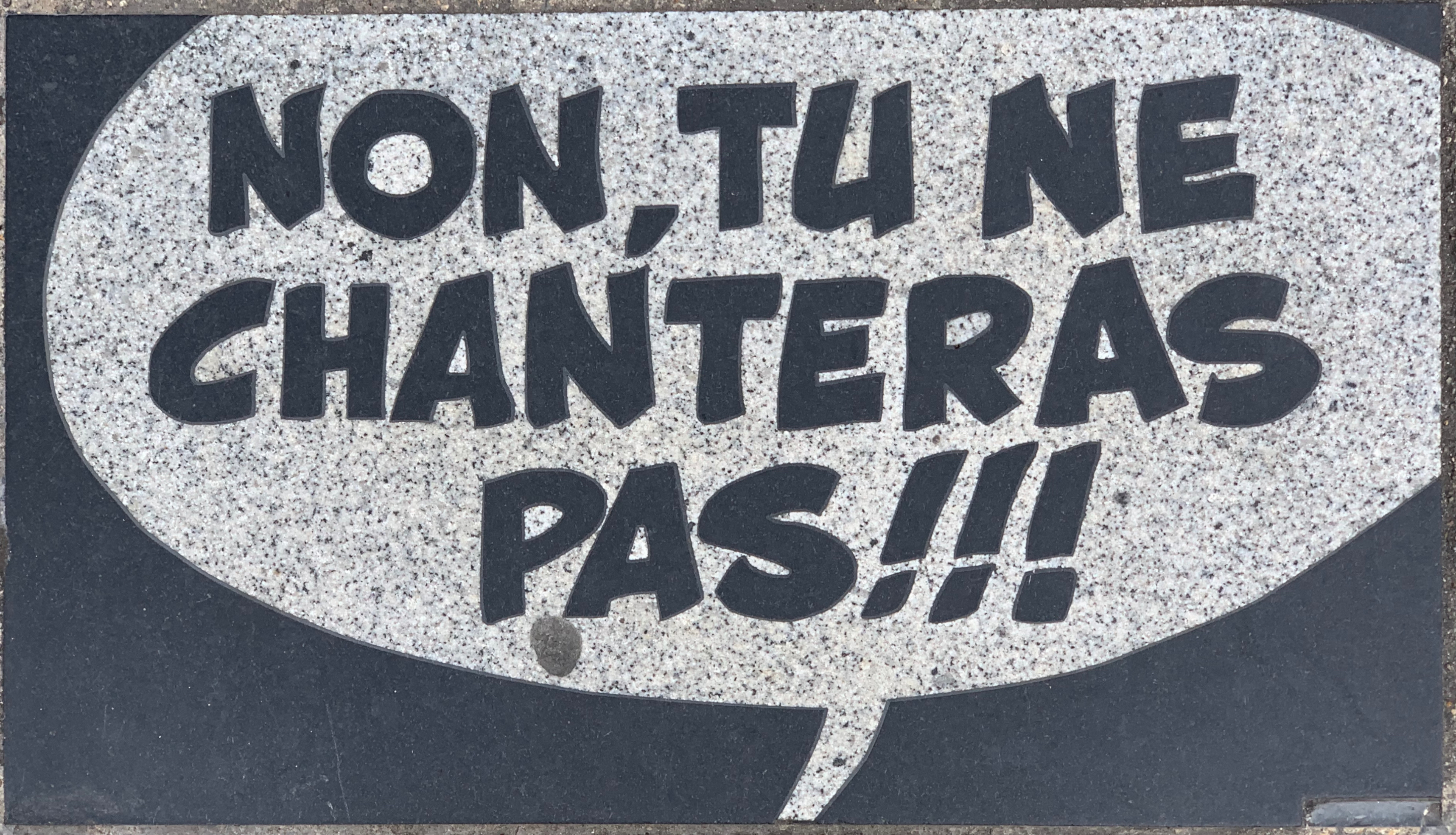
Bulle au sol.
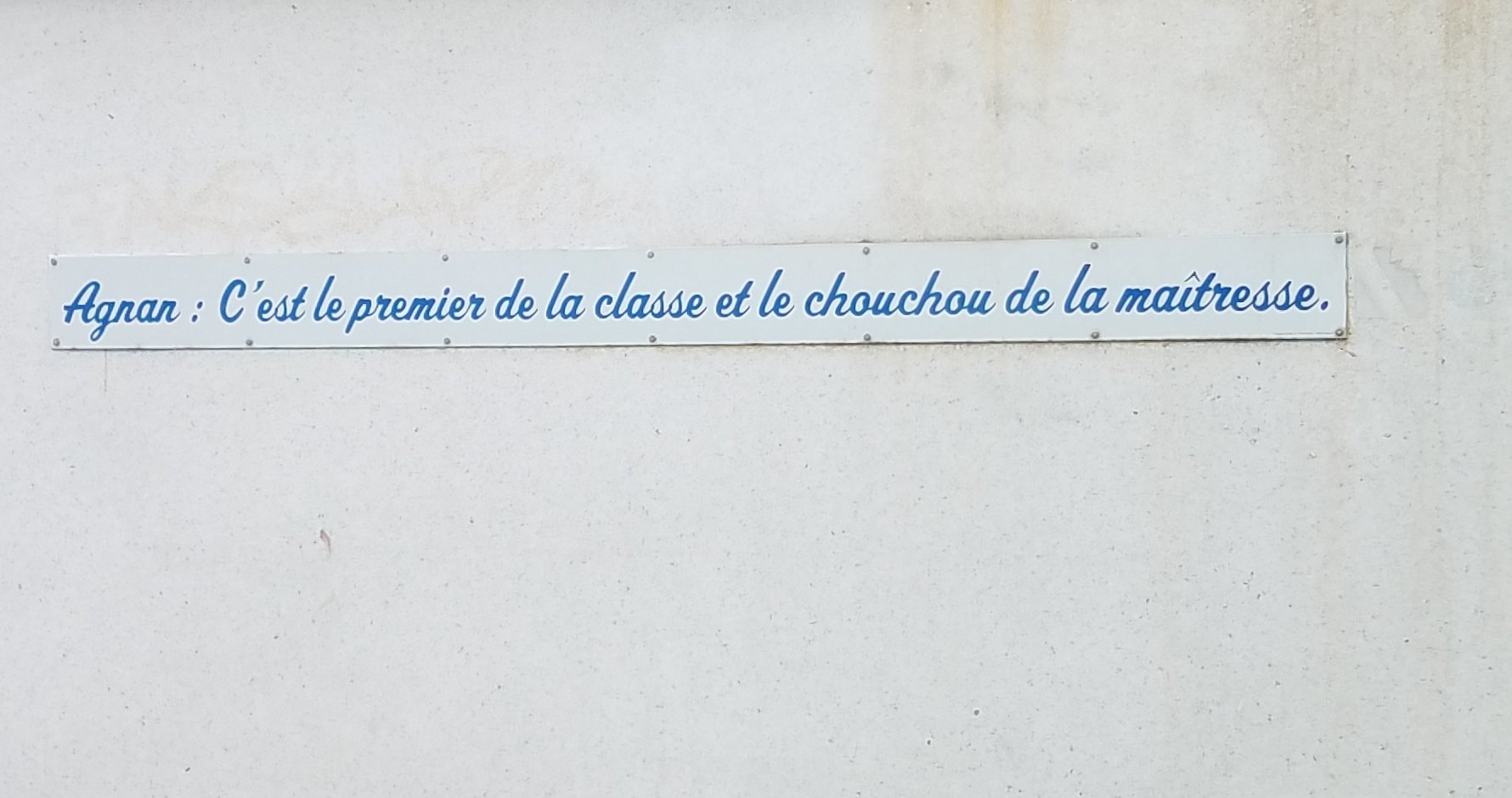
Phrase tirée du Petit Nicolas.